# Трика
 Тази статия е за религиозната концепция.  За антична Трикала вижте Трика (град).  
Трика е концепция в Кашмирския шаивизъм и означава троица. Освен това е името, под което е познат Кашмирският шаивизъм преди 1900, т.к. троицата, или триединството, се проявява по много начини и на различни нива в цялата философска система.